# Pin Points and Gin Joints
Albums de The Mighty Mighty Bosstones
A Jackknife to a Swan
(2002) The Magic of Youth
(2011)
Pin Points and Gin Joints est le huitième album studio du groupe américain The Mighty Mighty Bosstones. Sorti le 8 décembre 2009, l'album a été produit par Ted Hutt, qui a déjà travaillé avec des groupes comme The Bouncing Souls, Flogging Molly ou encore The Gaslight Anthem.

## Titres de l'album
1. Graffiti Worth Reading (2:43)
2. Nah, Nah, Nah, Nah, Nah (2:21)
3. The Route That I Took (3:03)
4. You Left Right? (3:42)
5. Too Many Stars (2:25) (Barrett, Lawrence Katz)
6. Your Life (3:36)
7. I Wrote It (3:37)
8. Not to Me on That Night (3:18) (Barrett, Katz)
9. Wasted Summers (3:18)
10. Sister Mary (3:31)
11. The Death Valley Vipers (4:15)
12. It Will Be (3:36)
13. The Bricklayer's Story (2:50)
14. A Pretty Sad Excuse (6:22)
15. Feeling Today (2:28) (disponible uniquement sur la version vinyle de l'album)

## Membres du groupe
- Dicky Barrett : voix
- Lawrence Katz : guitare
- Joe Gittleman : basse
- Joe Sirois : batterie
- Tim "Johnny Vegas" Burton : saxophone
- Kevin Lenear : saxophone
- Chris Rhodes : trombone
- Ben Carr : chœurs